# Edwyn Bevan
Edwyn Robert Bevan OBE, FBA (Londres, em 17 de fevereiro de 1870 – Londres, 18 de outubro de 1943) foi um versátil filosofo inglês e historiador do mundo helenístico. Foi o décimo quarto de 16 filhos de Robert Cooper Lee Bevan, sócio da Barclays Bank, e sua segunda esposa Frances Emma Shuttleworth, filha de Philip Nicholas Shuttleworth, Bispo de Chichester.
Ele tinha uma posição acadêmica na King's College. O arabista Anthony Ashley Bevan era seu irmão, a conspiração teórico Nesta Helen Webster era sua irmã mais nova e do artista Robert Polhill Bevan um primo. Ele se casou com Daisy Waldegrave, filha de Granville Waldegrave, 3 Radstock Barão em 1896 e tiveram duas filhas.
Bevan recebeu um doutorado honorário de St. Andrews em 1922 e um D.Litt honorário. de Oxford, em 1923. Em 1942 ele tornou-se membro da Academia Britânica.

## Obras
- The House of Seleucus (1902) 2 vols.
- Indian Nationalism : An Independent Estimate (1913)
- Stoics and Skeptics (1913)
- German War Aims (1917)
- Ancient Mesopotamia: The Land of The Two Rivers (1917)
- German Social Democracy During the War.(1918)
- The German Empire of Central Africa as the Basis of a New German World Policy (1918) with Emil Zimmermann
- Hellenism and Christianity (1921)
- The Hellenistic Age (1923) with J. B. Bury, E. A. Barber, W. W. Tarn
- The House of Ptolemy (1927)
- The World of Greece and Rome (1927)
- Later Greek Religion (1927)
- Sibyls and Seers: A Survey of Some Ancient Theories of Revelation and Inspiration (1928)
- The Legacy of Israel (1928) editor with Charles Singer
- Thoughts on Indian Discontents (1929)
- Jerusalem under the high priests: five lectures on the period between Nehemiah and the New Testament (1930)
- The hope of a world to come; underlying Judaism and Christianity (1930)
- The Poems of Leonidas of Tarentum (1931)
- Christianity (1932)
- Our Debt to the Past (1932) with others
- After Death (1934) with others
- Symbolism and Belief (1938) Gifford Lectures
- Holy Images: An Inquiry Into Idolatry and Image-Worship in Ancient Paganism and in Christianity (1940)
- Christians in a World at War (1940)